# Четверта Дрогобицька обласна партійна конференція
Четверта Дрогобицька обласна партійна конференція — партійна конференція Дрогобицького обласного комітету Комуністичної партії (більшовиків) України, що відбулася 4—5 лютого 1951 року в місті Дрогобичі.

## Порядок денний конференції
1. Звітна доповідь (доповідач Олексенко Степан Антонович);
2. Вибори керівних органів обласного комітету.

## Керівні органи Дрогобицького обласного комітету КП(б)У
Обрано обласний комітет у складі 55 членів обкому, 19 кандидатів у члени обкому, Ревізійну комісію в складі 11 чоловік.

### Члени Дрогобицького обласного комітету КП(б)У
- 1.Біндас Ольга Іванівна — голова Дрогобицької обласної ради профспілок
- 2.Бороздін Василь Іванович — 1-й секретар Бориславського міськкому КП(б)У
- 3.Боярчук Василь Олексійович — завідувач промислово-транспортного відділу Дрогобицького обкому КПУ
- 4.Васильєв Василь Юхимович — командир 73-го стрілецького Сілезького корпусу 13-ї армії Прикарпатського військового округу, генерал-майор
- 5.Воронін В.І.
- 6.Гомзяк Йосип Михайлович
- 7.Гриша Олександр Іванович — секретар Дрогобицького обкому КП(б)У
- 8.Дем'яненко Захар Артемович — 1-й секретар Турківського райкому КП(б)У
- 9.Дмитрієв Василь Степанович — 1-й секретар Ходорівського райкому КП(б)У
- 10.Дробченко Григорій Тимофійович — 1-й секретар Судово-Вишнянського райкому КП(б)У
- 11.Дуліченко Микола Прокопович — 1-й секретар Добромильського райкому КП(б)У
- 12.Дякович Василь Миколайович
- 13.Іванців Михайло Онуфрійович
- 14.Іонін Петро Іванович — 1-й секретар Боринського райкому КП(б)У
- 15.Іщенко Григорій Ананійович — 1-й секретар Старосамбірського райкому КП(б)У
- 16.Карпічев Олександр Семенович — Дрогобицький обласний військовий комісар
- 17.Клещенко Іван Данилович — завідувач відділу партійних, профспілкових і комсомольських органів Дрогобицького обкому КП(б)У
- 18.Колосовська Ганна Федорівна — 1-й секретар Дрогобицького обкому ВЛКСМ
- 19.Костюк Олексій Григорович — 1-й секретар Дрогобицького міськкому КП(б)У
- 20.Котенко Григорій Тимофійович — начальник Політичного сектора Дрогобицького обласного управління сільського господарства
- 21.Кроленко Петро Гаврилович — 1-й секретар Крукеницького райкому КП(б)У
- 22.Куценко Климентій Володимирович
- 23.Меркулов Василь Іларіонович — 1-й секретар Стрийського міськкому КП(б)У
- 24.Мінеєв А.О.
- 25.Міщенко Олександра Яківна — секретар Комарнівського райкому КП(б)У?
- 26.Мороз Микола Тихонович — начальник Управління МДБ УРСР по Дрогобицькій області, полковник
- 27.Ніколенко Василь Васильович — 1-й секретар Самбірського райкому КП(б)У
- 28.Олексенко Степан Антонович — 1-й секретар Дрогобицького обкому КП(б)У
- 29.Орленко Петро Васильович — кол. секретар Дрогобицького обкому КП(б)У
- 30.Откаленко Олександр Матвійович — начальник Дрогобицького обласного управління сільського господарства
- 31.Панкратова Євдокія Прокопівна — токар Стрийського вагоноремонтного заводу
- 32.Певко Андрій Дмитрович — 1-й секретар Жидачівського райкому КП(б)У
- 33.Пізнак Федір Іванович — 1-й секретар Нижньо-Устрицького райкому КП(б)У
- 34.Прокопов Гнат Тихонович — 1-й секретар Меденицького райкому КП(б)У
- 35.Ржебаєв Євген Валеріанович — машиніст-інструктор паровозного депо Стрий
- 36.Роман Данило Петрович — заступник голови Дрогобицького облвиконкому?
- 37.Романов Василь Григорович — директор Дрогобицького нафтопереробного заводу №2
- 38.Сауков Іван Федорович — полковник прикордонних військ МДБ?
- 39.Сендзюк Феодосій Лук'янович — головний редактор Дрогобицької обласної газети «Радянське слово»
- 40.Скульський Володимир Маркович — заступник голови Дрогобицького облвиконкому
- 41.Слабчук Ісак Іванович — 1-й секретар Самбірського міськкому КП(б)У
- 42.Спінякова Олена Пилипівна —  завідуюча відділу по роботі серед жінок Дрогобицького обкому КП(б)У
- 43.Тарнавський Ілля Євстахійович — секретар Дрогобицького обкому КП(б)У
- 44.Трофимчук Опанас Денисович — уповноважений Міністерства заготівель СРСР по Дрогобицькій області
- 45.Устенко Андрій Іванович — 2-й секретар Дрогобицького обкому КП(б)У
- 46.Харченко Іван Павлович — 1-й секретар Рудківського райкому КП(б)У
- 47.Чабан Андрій Ананійович — 1-й секретар Стрілківського райкому КП(б)У
- 48.Черватюк Василь Федорович
- 49.Чечурін Л.М.
- 50.Чуб Григорій Михайлович —  секретар партійної колегії при Дрогобицькому обкомі КП(б)У
- 51.Шевченко Андрій Олександрович — завідувач сільськогосподарського відділу Дрогобицького обкому КП(б)У
- 52.Шелех Микола Родіонович — секретар Дрогобицького обкому КП(б)У
- 53.Ющенко Лука Юхимович — 1-й секретар Журавнівського райкому КП(б)У
- 54.Яворський Іван Йосипович — голова Дрогобицького облвиконкому
- 55.Ярмиш Федір Андрійович —  завідувач відділу пропаганди і агітації Дрогобицького обкому КП(б)У

### Кандидати у члени Дрогобицького обласного комітету КП(б)У
- 1.Авраменко Клавдія Іванівна
- 2.Борисенко Іван Єрмолайович — 1-й секретар Дублянського райкому КП(б)У
- 3.В'язовецький Володимир Мусійович — 1-й секретар Мостиського райкому КП(б)У
- 4.Донцов Максим Аврамович — прокурор Дрогобицької області
- 5.Доценко Олександр Іванович — головний агроном Меденицького районного відділу сільського господарства??
- 6.Жир Іван Денисович — 1-й секретар Сколівського райкому КП(б)У
- 7.Казимірська Ганна Станіславівна — завідувачка відділу пропаганди і агітації Судово-Вишнянського райкому КП(б)У?
- 8.Лінинська Ганна Тимофіївна — секретар Стрілківського райкому КП(б)У
- 9.Маланчин Микола Михайлович — голова Жидачівського райвиконкому
- 10.Михайлишина М.Л.
- 11.Набока Павло Федорович — 1-й секретар Славського райкому КП(б)У
- 12.Патин Василь Михайлович — начальник 2-ї укрупненої дільниці нафтовидобутку 8-го нафтопромислу тресту «Бориславнафта»
- 13.Ревва Валентин Павлович — 1-й секретар Новострілищанського райкому КП(б)У
- 14.Резніченко Костянтин Федорович — 1-й секретар Миколаївського райкому КП(б)У
- 15.Самбур Василь Іларіонович — 1-й секретар Хирівського райкому КП(б)У
- 16.Сафонов Данило Кононович
- 17.Чепіжак Єфросинія Федорівна — заступник голови Дрогобицького облвиконкому
- 18.Шевченко М.Л.
- 19.Широкоряденко Олексій Володимирович — голова правління Дрогобицької обласної спілки споживчої кооперації

### Члени Ревізійної комісії обласного комітету КП(б)У
- 1.Антонов О.П.
- 2.Головата Н.Г.
- 3.Городиський Ярослав Йосипович — голова Дрогобицького міськвиконкому
- 4.Гранкін Олександр Іванович — керуючий тресту «Укргазвидобуток»
- 5.Знаменський Валеріан Сергійович
- 6.Зубатенко Тамара Іванівна — 2-й секретар Дрогобицького райкому КП(б)У
- 7.Кузьменко Андрій Варфоломійович — 1-й секретар Підбузького райкому КП(б)У ?
- 8.Попов Ф.І. — 1-й секретар Стрийського райкому КП(б)У ??
- 9.Сухенко Володимир Панасович — завідувач Дрогобицького обласного відділу народної освіти, голова Ревізійної комісії
- 10.Ткаченко Григорій Іванович
- 11.Туз Ганна Петрівна — 2-й секретар Боринського райкому КП(б)У ?

6 лютого 1951 року відбувся 1-ий пленум Дрогобицького обласного комітету КП(б)У. 1-м секретарем обкому КП(б)У обраний Олексенко Степан Антонович, 2-м секретарем — Устенко Андрій Іванович, секретарями — Гриша Олександр Іванович, Шелех Микола Родіонович, Тарнавський Ілля Євстахійович.
Обрано бюро Дрогобицького обласного комітету КП(б)У: Олексенко Степан Антонович, Устенко Андрій Іванович, Гриша Олександр Іванович, Шелех Микола Родіонович, Тарнавський Ілля Євстахійович, Яворський Іван Йосипович, Мороз Микола Тихонович, Костюк Олексій Григорович, Клещенко Іван Данилович. Кандидатами в члени бюро Дрогобицького обласного комітету КП(б)У обрані Колосовська Ганна Федорівна, Біндас Ольга Іванівна і Сендзюк Феодосій Лук'янович.